# Rhynchophion woodi
Rhynchophion woodi är en stekelart som beskrevs av Ian D. Gauld 2004. Rhynchophion woodi ingår i släktet Rhynchophion och familjen brokparasitsteklar. Inga underarter finns listade i Catalogue of Life.